# Mariano Fernández de Echeverría y Veytia
Mariano Fernández de Echeverría y Veytia (Puebla, 16 de julio de 1718-Ciudad de México, 25 de febrero de 1780) fue un literato, filósofo e historiador novohispano. Se le considera el primer historiador de Puebla con su obra Historia de Puebla de los Ángeles, siendo autor también de una obra titulada Historia antigua de México, que fue la continuación de la obra inconclusa de Lorenzo Boturini.

## Origen
Por línea paterna perteneció a una de las más ilustres prosapias que se trasladaron a la Nueva España, ya que se dice descendía de Alfonso XI, rey de León. Sus tíos abuelos ocuparon prominentes puestos en España, ya que Juan Veytia y Linaje fue consejero de Indias y José de Veytia, oidor del Despacho Universal de Indias. Su padre, José Fernández Veytia y Villanueva, fue alcalde ordinario en 1719, justicia mayor en 1722-23, oidor decano de la Audiencia de México y superintendente de la Casa de Moneda. Menciona Hugo Leicht, el historiador de Las calles de Puebla que miembros de la familia Fernández y Veytia eran dueños de casas de la actual calle 4 Norte que se llamó en su honor Echeverría en la antigua nomenclatura, y que el mismo Fernández y Veytia ocupó en la mencionada calle 4 Norte la casa número 1 de la adyacente Av. 2 Oriente, antigua de Aduana Vieja y la casa de la calle de Ibarra.

## Estudios
Las primeras letras las estudió en la Puebla de los Ángeles, mientras que en la capital del virreinato obtuvo el grado de bachiller en artes en el año de 1733 y se graduó de abogado en 1737, es decir, a los 19 años de edad por lo cual tuvo que obtener la dispensa de la Audiencia. En ese mismo año emprendió un largo viaje para visitar Francia, Inglaterra, Italia, Palestina, Marruecos y Portugal y para establecerse por un tiempo en España con objetivo de arreglar varios asuntos de su padre.

## Cargos
En España, se incorporó al Colegio de Abogados de Madrid; y en la Villa de Oña, provincia de Burgos de donde era originaria su familia, desempeñó los cargos de la Santa Hermandad, de procurador particular, de regidor perpetuo y de procurador síndico del estado noble. Allí mismo en España, y en el año de 1742, fue armado caballero de la Orden de Santiago en el Colegio de Niñas de Leganés de Madrid y en esa misma villa fundó en el año de 1747, en unión de otros literatos, la Academia que nombraron De los Curiosos y en cuya inauguración pronunció el discurso de apertura. En 1750, habiendo muerto su padre, regresó a México.

## Regreso a México

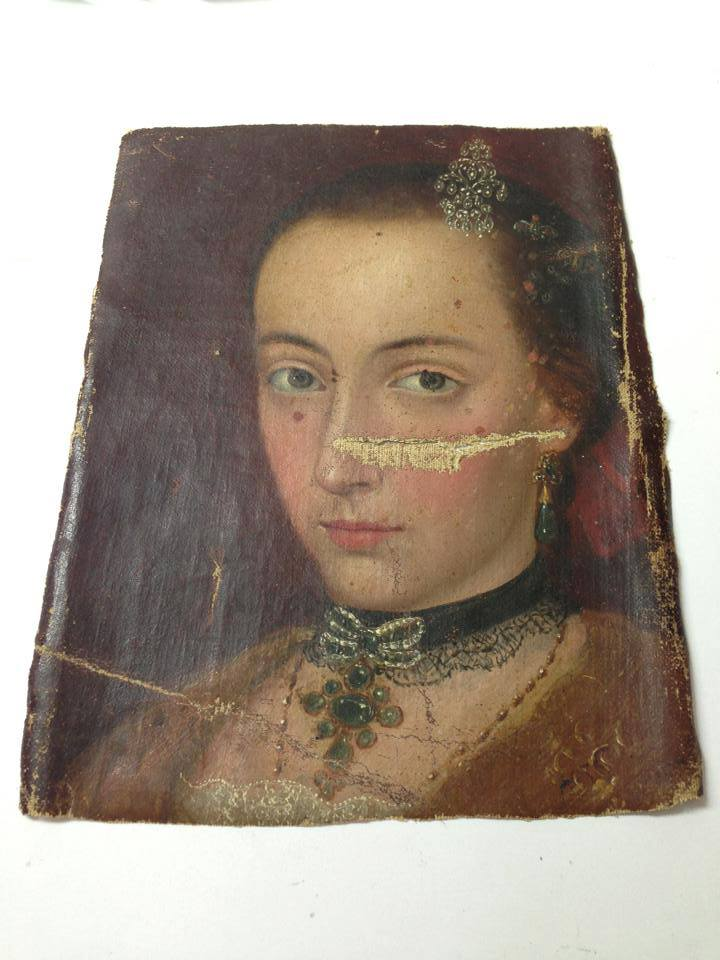
Imagen de Josefa Aróstegui Sánchez de la Peña, segunda esposa de Mariano Veytia.

Establecido en su querida ciudad de Puebla, contrajo segundas nupcias con Josefa de Aróstegui Sánchez de la Peña, pues en España se casó por primera vez y enviudó muy pronto, y ya casado renunció a los diferentes cargos públicos que se le ofrecieron para dedicarse de lleno a sus estudios de Historia. Su afición por esta ciencia le nació debido a la amistad que en España tuvo con el historiador Lorenzo Boturini, amigo y recomendado de su padre, de quien recibió valiosos consejos y los encargos de recobrar en México los ricos monumentos históricos que había dejado y de hacer ciertas investigaciones que necesitaba para terminar su trabajo. Muerto Boturini, Veytia supo aprovecharse de las copias que el gobierno Virreinal le permitió sacar de los documentos recogidos por Boturini de las cosas de México, así como de las búsquedas hechas por encargo del mismo Boturini, no menos que del acopio de material histórico que el mismo trajo de Europa, y aun de Marruecos cuando bajo la dirección del maestro de la Orden de Malta, hizo tres expediciones contra los moros.

## Obras históricas
Con el propósito de continuar la tarea iniciada por Boturini, empezó a escribir su Historia antigua desde la primera ocupación del Anáhuac hasta mediados del siglo XIV, pero que no llegó a publicarse sino hasta 1836, ya muerto su autor. Por coincidencia mientras Veytia escribía en la capital de la Nueva España su Historia de México, Francisco Javier Clavijero escribía en Italia la suya, por lo cual al saberlo ambos historiadores llegaron a comunicarse alguna vez epistolarmente sus impresiones y conocimientos. La Historia antigua de México de Veytia estuvo a la par en erudición y precisión en sus datos.
Además de su obra cumbre Historia antigua de México, Veytia escribió otras cuya lista se obtiene del recibo que diera a la viuda de éste, el gobierno de España, cuando a raíz de la muerte de Veytia, mandó por cédula del 12 de mayo de 1780 recoger todos sus escritos y trasladarlos a la Corte. La Historia Antigua fue publicada por Francisco Ortega en 1836 en varios volúmenes:

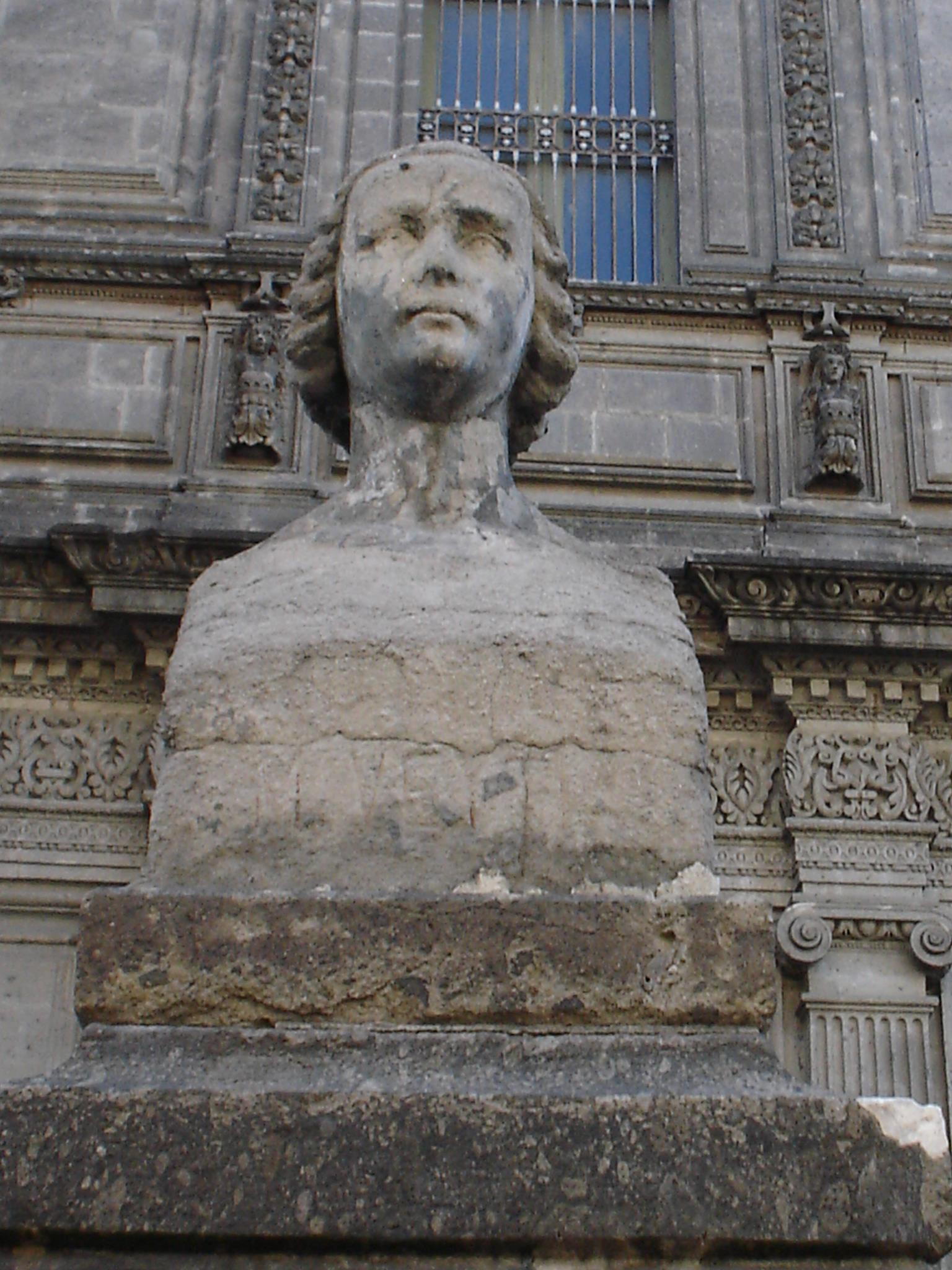
Busto de Mariano Veytia entre Uruguay e Isabel la Católica, en la Ciudad de México.

- Los baluartes de México o historia de las cuatro sagradas apariciones de Nuestra Señora, publicada incompleta en 1820.
- Discursos académicos sobre la historia eclesiástica, escritos en Madrid en 1749, los dejó inéditos.
- Diario de viaje
- Varios Discursos que pronunció en la Academia de los Curiosos.
- Diferentes traducciones.
- Discursos preliminares de su Historia antigua.
- Un cuadernillo de tablas cronológicas.
- Otros cuadernos con la explicación de los cómputos astronómicos de los indios para la inteligencia de sus calendarios.
- Libro de fiestas de indios y su explicación
- Numerosos manuscritos que parece sirvieron para la composición de su obra magna.

Margarita Moreno Bonett ha realizado un estudio biográfico sobre la obra de Mariano Veytia titulado: Veytia: La Vida y la Obra.

### Historiador de Puebla
Después de su Historia antigua se debe mencionar su Historia de la Puebla de los Ángeles, que por mucho tiempo permaneció inédita y cuyo original se halla en poder de la Academia de la Historia de Madrid, pero al haber obtenido la Sociedad Alzate de México una copia fiel, se pudo imprimir a costa del gobierno del Estado de Puebla en ocasión del cuarto centenario de la fundación de la Angelópolis.

## Descendientes
- Jorge Isaac Veytia: Jurista.

## Enlaces a visitar
- Latin American Collection Rare Books and Manuscripts Inventory (enlace roto disponible en Internet Archive; véase el historial, la primera versión y la última).
- Gaceta histórica de la Benemérita Universidad Autónoma de Puebla
- Lerdo, Francisco de A. (1873). «Mariano Veytia».  En Eduardo L. Gallo, ed. Hombres ilustres mexicanos. Volumen III. México: Imprenta de Ignacio Cumplido. pp. 112-122. Archivado desde el original el 22 de diciembre de 2010. Consultado el 28 de septiembre de 2012.
- «Mariano Veytia». Biografías y Vidas. Consultado el 28 de septiembre de 2012.

- Datos: Q5997711